# Doris Humphrey
Doris Humphrey, född 17 oktober 1895, död 29 december 1958, var en amerikansk dansare och koreograf

## Biografi
Doris Humphrey föddes i Oak Park utanför Chicago. Doris Humphreys far Horace Buckingham Humphrey var journalist och var också en kort tid hotellchef, och hennes mor Julia Ellen Wells var konsertpianist. Doris Humphrey visade intresse för dans vid ung ålder och hennes mamma uordnade balettlektioner för dottern. Humphreys inspiration från dans kom från Mary Wood Hinman som var lärare på skolan Humphrey gick på från förskolan till high school. I ett tidigt skede dök det upp en chans för Doris Humphrey att få var med i en konsertgrupp som dansare. Vid hennes sida var modern som mentor och musiker.

## Karriär
Vid 18 års ålder öppnade Doris Humphrey en dansskola i Oak park. Skolan blev en succé och erbjöd klassisk och gymnastisk dans.
Lite senare rekommenderades hon av Mary Wood Hinman att åka till Los Angeles och ta sommarkurser vid Denishawnskolan. Hennes talang blev uppmärksammad och det gav henne olika solon i olika föreställningar och för att hon skulle kunna försörja sig själv fick hon även leda danskurser. Det betydde att hon inom de närmsta tio åren blev bunden till Denishawnskolan.
Miss Ruth vid Denishawnskolan var den som uppmuntrade Doris att själv börja koreografera och hennes första komposition var Valse Caprice också känd som scarfdansen. Tätt följt efter Valse Caprice satte hon upp Soaring, som sätts upp än idag.
1928 bröt sig Doris Humphrey och Charles Weidman sig loss från Denishawnskolan och de bosatte sig i New York och blev de nya ledarna för den radikala nya dansform som kom att kallas modern dance. Hon sökte efter en lite djupare förståelse av rörelser och möjligheter till den mänskliga kroppen. 1958 gjorde hon sitt sista och mycket varaktiga bidrag med en bok the art of Making Dances där hon anger sina koreografiska principer.